# Hiroyuki Yoshino
Hiroyuki Yoshino (吉野 裕行 Yoshino Hiroyuki, Prefectura de Chiba, Japón, 6 de febrero de 1974 ?) es un cantante y seiyū japonés afiliado con Sigma Seven. Algunos de sus papeles protagónicos incluyen a Prunce en Star Twinkle PreCure, Yoshimori Sumimura en Kekkaishi, Yuji Kagura en Tona-Gura!, Takumi Nishijō en Chaos;Head, Yusuke "Bossun" Fujisaki en Sket Dance, Meow en Space Dandy, Favaro en Shingeki no Bahamut: Genesis y Galina en Yoru no Yatterman. También interpretó a personajes secundarios como Bernard Firestar en Divergence Eve, Chrome en Cluster Edge, Debito en La storia della Arcana Famiglia, Natsumi Minami en Minami-ke, Allelujah Haptism en Mobile Suit Gundam 00, Yuto Kido en Inazuma Eleven, Rin Hirakoba en The Prince of Tennis, Kenichi Saruyama en To Love-Ru, Iwaizumi Hajime en Haikyū!!, Houka Inumata en Kill la Kill y Yasutumo Arakita en Yowamushi Pedal. En videojuegos él ha sido la voz de Heisuke Todo en Hakuoki y Heishi Otomaru en Norn9.

## Filmografía
| Anime                                                                          | Anime                                                                          | Anime                                                       | Anime                                                 | Anime                   |
| Año                                                                            | Título                                                                         | Papel                                                       | Notas                                                 | Fuente                  |
| ------------------------------------------------------------------------------ | ------------------------------------------------------------------------------ | ----------------------------------------------------------- | ----------------------------------------------------- | ----------------------- |
| 1996                                                                           | Saber Marionette J                                                             | Iwadera, Kazayan, Kazagurumaya                              |                                                       |                         |
| 1997                                                                           | Bakusō Kyōdai Let's & Go!! WGP                                                 | Carl Hessler                                                |                                                       | [ 1 ] [ 2 ]             |
| 1997                                                                           | Shojo Kakumei Utena                                                            | Personajes varios                                           |                                                       | [ 1 ]                   |
| 1999                                                                           | Bakyu Renpatsu!! Super B-Daman                                                 | Goto                                                        |                                                       | [ 1 ]                   |
| 1999                                                                           | Kaikan Phrase                                                                  | Satoshi                                                     |                                                       | [ 1 ]                   |
| 2000                                                                           | Boogiepop Phantom                                                              | Mamoru Oikawa                                               |                                                       | [ 1 ]                   |
| 2000                                                                           | Megami Kohosei                                                                 | Clay Cliff Fortran                                          | Serie de TV y OVAs                                    | [ 1 ] [ 2 ]             |
| 2000                                                                           | Boys Be...                                                                     | Staff                                                       |                                                       | [ 1 ]                   |
| 2000                                                                           | Love Hina                                                                      | Masayuki Haitani, Onoi, Eiji                                |                                                       | [ 1 ]                   |
| 2000                                                                           | Yami no Matsuei                                                                | Saionji                                                     |                                                       | [ 1 ]                   |
| 2000                                                                           | Hajime no Ippo                                                                 | Akira Shigeta                                               |                                                       | [ 1 ]                   |
| 2000                                                                           | Inuyasha                                                                       | Ginta                                                       |                                                       | [ 1 ]                   |
| 2001                                                                           | Star Ocean EX                                                                  | Pi                                                          |                                                       | [ 1 ]                   |
| 2001                                                                           | Dennō Bōkenki Webdiver                                                         | Shakuon, Ryuto                                              |                                                       | [ 1 ]                   |
| 2001                                                                           | Galaxy Angel                                                                   | Jonathan, others                                            |                                                       | [ 1 ]                   |
| 2001                                                                           | Shaman King                                                                    | Nijoto                                                      |                                                       | [ 1 ] [ 2 ]             |
| 2001                                                                           | Angel Tales                                                                    | Byakko no Gai                                               |                                                       | [ 1 ]                   |
| 2001                                                                           | Vandread                                                                       | Hibiki Tokai                                                | También OVAs y especiales                             | [ 1 ]                   |
| 2001                                                                           | Hikaru no Go                                                                   | Mitsuru Mashiba                                             |                                                       | [ 1 ]                   |
| 2002                                                                           | Aquarian Age: Sign for Evolution                                               | Junichi Kojima                                              |                                                       | [ 1 ] [ 2 ]             |
| 2002                                                                           | Azumanga Daioh                                                                 | Masaaki Ohyama                                              |                                                       | [ 1 ]                   |
| 2002                                                                           | King of Bandit Jing                                                            | Young Angostura                                             |                                                       | [ 1 ]                   |
| 2002                                                                           | Unbalance MENU                                                                 | Jun Okubo                                                   | OVA para adultos, publicada por Discovery             | [ 1 ]                   |
| 2002                                                                           | Saikano                                                                        | Shingo                                                      | TV                                                    | [ 1 ]                   |
| 2002                                                                           | Hungry Heart: Wild Striker                                                     | Hiroshi Ichikawa                                            |                                                       | [ 1 ]                   |
| 2002                                                                           | Ashita no Yukinojo                                                             | Yukinojō Yukimura                                           | OVA para adultos                                      | [ 1 ]                   |
| 2002                                                                           | GetBackers                                                                     | Shuu                                                        |                                                       | [ 1 ]                   |
| 2002                                                                           | Barom One                                                                      | Tsuyoshi Kido                                               |                                                       |                         |
| 2003                                                                           | Stratos 4                                                                      | Sora Ikeda                                                  |                                                       |                         |
| 2003                                                                           | Dear Boys                                                                      | Kazuya Sato                                                 |                                                       |                         |
| 2003                                                                           | Ninja Scroll: la serie                                                         | Jiroza                                                      | Serie de TV                                           |                         |
| 2003                                                                           | Saint Beast                                                                    | Byakko no Gai                                               |                                                       | [ 1 ] [ 2 ]             |
| 2003                                                                           | Divergence Eve                                                                 | Bernard Firestar                                            |                                                       | [ 1 ] [ 2 ]             |
| 2003                                                                           | Massugu ni Ikō                                                                 | Mametaro                                                    | Series de TV 1 y 2                                    | [ 1 ]                   |
| 2003                                                                           | Yami to Bōshi to Hon no Tabibito                                               | Koutarou Nanbu                                              |                                                       | [ 1 ]                   |
| 2003                                                                           | Fullmetal Alchemist                                                            | Haboku-chan                                                 |                                                       | [ 1 ]                   |
| 2003                                                                           | MegaMan NT Warrior                                                             | Plant Man, Mr. Press, Za Roh Plant Man                      | Comenzando desde Axxess                               | [ 1 ]                   |
| 2003                                                                           | Shingetsutan Tsukihime                                                         | Michael Roa Valdamjong                                      |                                                       | [ 1 ]                   |
| 2004                                                                           | Misaki Chronicles                                                              | Bernard Firestar                                            |                                                       | [ 1 ]                   |
| 2004                                                                           | Kaiketsu Zorori                                                                | Bobusurē senshu                                             |                                                       | [ 1 ]                   |
| 2004                                                                           | Paranoia Agent                                                                 | Naoyuki Saruta                                              |                                                       | [ 1 ]                   |
| 2004                                                                           | Maho Shojotai Arus                                                             | Sigma                                                       |                                                       | [ 1 ]                   |
| 2004                                                                           | Initial D: Fourth Stage                                                        | Sakamoto                                                    |                                                       | [ 1 ]                   |
| 2004                                                                           | Samurai Champloo                                                               | Player                                                      |                                                       | [ 1 ]                   |
| 2004                                                                           | Azusa, Otetsudai Shimasu!                                                      | Ichiro Yamada                                               |                                                       | [ 1 ]                   |
| 2004                                                                           | School Rumble                                                                  | Takeichi Fuyuki                                             |                                                       | [ 1 ]                   |
| 2004                                                                           | Black Jack                                                                     | Shogo, Jaws                                                 |                                                       | [ 1 ] [ 2 ]             |
| 2004                                                                           | Gakuen Alice                                                                   | Tashiro                                                     |                                                       | [ 1 ]                   |
| 2005                                                                           | Lime-iro Senkitan X                                                            | Kyōshirō Inukai                                             |                                                       | [ 1 ]                   |
| 2005                                                                           | Battle B-Daman: Fire Spirits!                                                  | Equus                                                       |                                                       | [ 1 ]                   |
| 2005                                                                           | Girls Bravo                                                                    | Mamoru Machida                                              |                                                       | [ 1 ]                   |
| 2005                                                                           | Otogi-Jūshi Akazukin                                                           | Sekko                                                       | Serie de OVAs                                         | [ 1 ]                   |
| 2005                                                                           | Sentō yōsei shōjo tasukete! Mave-chan ja:戦闘妖精少女 たすけて!メイヴちゃん    | Rei Sugiyama                                                | OVA                                                   | [ 1 ]                   |
| 2005                                                                           | MÄR                                                                            | Giromu                                                      |                                                       | [ 1 ]                   |
| 2005                                                                           | Loveless                                                                       | Youji                                                       |                                                       | [ 1 ]                   |
| 2005                                                                           | Wagamama Fairy Mirmo de Pon!                                                   | Koichi Sumita                                               |                                                       | [ 1 ]                   |
| 2005                                                                           | Petopeto-san                                                                   | Kouji Tachibana                                             |                                                       | [ 1 ]                   |
| 2005                                                                           | Cluster Edge                                                                   | Chrome                                                      | También en la OVA                                     | [ 1 ]                   |
| 2005                                                                           | SoltyRei                                                                       | Mobohan                                                     |                                                       | [ 1 ] [ 2 ]             |
| 2005                                                                           | Blood+                                                                         | Kai Miyagusuku                                              |                                                       |                         |
| 2005                                                                           | Ginban Kaleidoscope                                                            | Pete Pumps                                                  |                                                       | [ 2 ]                   |
| 2005                                                                           | Noein                                                                          | Tsuyoshi Fujiwara                                           |                                                       | [ 2 ]                   |
| 2005                                                                           | Major                                                                          | Takigawa                                                    | Temporadas 2 y 3                                      |                         |
| 2006                                                                           | The Prince of Tennis                                                           | Rin Hirakoba                                                |                                                       | [ 1 ]                   |
| 2006                                                                           | Kiba                                                                           | Zed                                                         |                                                       | [ 1 ]                   |
| 2006                                                                           | Utawarerumono                                                                  | Nuwangi                                                     |                                                       | [ 1 ] [ 2 ]             |
| 2006                                                                           | Love Get Chu: Miracle Seiyuu Hakusho                                           | Chairperson                                                 |                                                       | [ 1 ] [ 2 ]             |
| 2006                                                                           | Ray the Animation                                                              | Yusuke                                                      |                                                       | [ 1 ]                   |
| 2006                                                                           | Zegapain                                                                       | Kawaguchi Kenta                                             |                                                       | [ 1 ]                   |
| 2006                                                                           | Kirarin Revolution                                                             | Marco Cappucino                                             |                                                       | [ 1 ]                   |
| 2006                                                                           | Tama and Friends: Sagase! Mahō no Puni-Puni Stone                              | Garu                                                        |                                                       | [ 1 ]                   |
| 2006                                                                           | Tona-Gura!                                                                     | Yuji Kagura                                                 |                                                       | [ 1 ]                   |
| 2006                                                                           | Kemonozume                                                                     | Kazuma Momota                                               |                                                       | [ 1 ]                   |
| 2006                                                                           | Tokimeki Memorial Only Love                                                    | Yusuke Kayama                                               |                                                       | [ 1 ]                   |
| 2006                                                                           | Pururun! Shizuku-chan                                                          | Mine's Husband                                              | También en Aha                                        | [ 2 ]                   |
| 2006                                                                           | Kekkaishi                                                                      | Yoshimori Sumimura                                          |                                                       | [ 1 ]                   |
| 2007                                                                           | Nodame Cantabile'                                                              | Toshihiko Miyoshi                                           |                                                       | [ 1 ]                   |
| 2007                                                                           | Reideen                                                                        | Kamo                                                        |                                                       | [ 1 ]                   |
| 2007                                                                           | Heroic Age                                                                     | Atlantis                                                    |                                                       | [ 1 ]                   |
| 2007                                                                           | Claymore                                                                       | Sid                                                         |                                                       | [ 1 ]                   |
| 2007                                                                           | Darker than black                                                              | Kenji Sakurai                                               |                                                       | [ 1 ]                   |
| 2007                                                                           | Blue Dragon                                                                    | Husband                                                     |                                                       | [ 1 ]                   |
| 2007                                                                           | Skull Man                                                                      | Akira Usami                                                 |                                                       | [ 1 ]                   |
| 2007                                                                           | Baccano!                                                                       | Firo Prochainezo                                            |                                                       | [ 1 ]                   |
| 2007                                                                           | Majin Tantei Nōgami Neuro                                                      | Shinobu Godai                                               |                                                       | [ 1 ]                   |
| 2007                                                                           | Taiho Shichauzo: Full Throttle                                                 | Boy                                                         |                                                       | [ 1 ]                   |
| 2007                                                                           | Mobile Suit Gundam 00                                                          | Allelujah Haptism                                           |                                                       | [ 1 ]                   |
| 2007                                                                           | Shugo Chara!                                                                   | Daichi                                                      | También en Doki                                       | [ 1 ] [ 2 ] [ 3 ] [ 4 ] |
| 2007                                                                           | Minami-ke                                                                      | Natsuki Minami                                              |                                                       | [ 1 ] [ 2 ]             |
| 2008                                                                           | True Tears                                                                     | Miyokichi Nobuse                                            |                                                       | [ 1 ] [ 2 ]             |
| 2008                                                                           | Yatterman                                                                      | Gan-chan / Yatterman #1                                     |                                                       | [ 1 ] [ 2 ]             |
| 2008                                                                           | Allison to Lillia                                                              | Treize Bain                                                 |                                                       | [ 1 ]                   |
| 2008                                                                           | To Love-Ru                                                                     | Kenichi Saruyama, Marron                                    |                                                       | [ 1 ]                   |
| 2008                                                                           | Monochrome Factor                                                              | Shichiya                                                    |                                                       | [ 1 ]                   |
| 2008                                                                           | Soul Eater                                                                     | Oxford                                                      |                                                       | [ 1 ]                   |
| 2008                                                                           | Toshokan Sensō                                                                 | Kei Tezuka                                                  |                                                       | [ 1 ]                   |
| 2008                                                                           | Sands of Destruction                                                           | Agan Madoru                                                 |                                                       | [ 1 ]                   |
| 2008                                                                           | Toradora!                                                                      | Koji Haruta                                                 |                                                       | [ 1 ] [ 5 ]             |
| 2008                                                                           | Inazuma Eleven                                                                 | Yuto Kido                                                   |                                                       | [ 1 ] [ 2 ]             |
| 2008                                                                           | Chaos;Head                                                                     | Takumi Nishijou                                             |                                                       | [ 1 ]                   |
| 2008                                                                           | Tytania                                                                        | Idria Tytania                                               |                                                       | [ 1 ] [ 2 ] [ 6 ]       |
| 2009                                                                           | Natsume Yūjin-Chō                                                              | Gen                                                         |                                                       | [ 1 ]                   |
| 2009                                                                           | Fullmetal Alchemist: Brotherhood                                               | Solf J. Kimblee                                             |                                                       | [ 1 ]                   |
| 2009                                                                           | Shangri-La                                                                     | Zhang                                                       |                                                       | [ 1 ] [ 7 ]             |
| 2009                                                                           | Sōten Kōro                                                                     | Juniku                                                      |                                                       | [ 1 ]                   |
| 2009                                                                           | Hatsukoi Limited.                                                              | Yuuji Arihara                                               |                                                       | [ 1 ]                   |
| 2009                                                                           | InuYasha: Kanketsu-Hen                                                         | Ginta                                                       |                                                       | [ 1 ]                   |
| 2009                                                                           | Kobato.                                                                        | Zuishou                                                     |                                                       | [ 1 ]                   |
| 2009                                                                           | Aoi Bungaku                                                                    | Serinuntiusu                                                |                                                       | [ 1 ] [ 2 ]             |
| 2010                                                                           | Hakuōki                                                                        | Heisuke Todo                                                |                                                       | [ 1 ]                   |
| 2010                                                                           | Night Raid 1931                                                                | Aoi Miyoshi                                                 |                                                       | [ 1 ]                   |
| 2010                                                                           | Mayoi Neko Overrun!                                                            | Ieyasu Kikuchi                                              |                                                       | [ 1 ]                   |
| 2010                                                                           | Rainbow: Nisha Rokubō no Shichinin                                             | Kogure                                                      |                                                       | [ 1 ] [ 2 ]             |
| 2010                                                                           | Yojōhan Shinwa Taikei                                                          | Ozu                                                         |                                                       | [ 1 ]                   |
| 2010                                                                           | Highschool of the Dead                                                         | Copiloto                                                    |                                                       | [ 1 ] [ 8 ]             |
| 2010                                                                           | Nurarihyon no Mago                                                             | Gozumaru                                                    |                                                       | [ 1 ]                   |
| 2010                                                                           | Panty & Stocking with Garterbelt                                               | Briefs                                                      |                                                       | [ 1 ] [ 2 ]             |
| 2011                                                                           | Yumekui Merry                                                                  | Landsborough                                                |                                                       | [ 1 ]                   |
| 2011                                                                           | Kore wa Zombie Desu ka?                                                        | Orito                                                       |                                                       | [ 1 ]                   |
| 2011                                                                           | Hōrō Musuko                                                                    | Shinpei Doi                                                 |                                                       | [ 1 ] [ 2 ]             |
| 2011                                                                           | Showa Monogatari                                                               | Yusuke Sawatari                                             |                                                       | [ 1 ]                   |
| 2011                                                                           | Sket Dance                                                                     | Yusuke "Bossun" Fujisaki                                    |                                                       |                         |
| 2011                                                                           | Astarotte no Omocha                                                            | Sigurð Sveinnsson Svarthæð                                  |                                                       |                         |
| 2011                                                                           | Inazuma Eleven Go                                                              | Tsurumasa Hayami, Clark Wonderbot, Yuto Kido, Meizu, others | También en Chrono Stone                               |                         |
| 2011                                                                           | Blade                                                                          | Radu                                                        |                                                       | [ 1 ]                   |
| 2011                                                                           | Bakuman                                                                        | Bossun                                                      | Temporada 2                                           |                         |
| 2011                                                                           | Chibi Devi!                                                                    | Shin Sugisaki                                               |                                                       | [ 1 ]                   |
| 2012                                                                           | Rinne no Lagrange                                                              | Izo                                                         | También en la temporada 2, Kamogawa Days y especiales |                         |
| 2012                                                                           | Arashi no Yoru ni: Himitsu no Tomodachi                                        | Gabu                                                        |                                                       | [ 1 ] [ 2 ]             |
| 2012                                                                           | Medaka Box                                                                     | Sotsu Tanegashima                                           |                                                       | [ 1 ] [ 2 ]             |
| 2012                                                                           | Shirokuma Cafe                                                                 | Iwatobi Penguin                                             |                                                       | [ 1 ]                   |
| 2012                                                                           | Hyōka                                                                          | Yasukuni Yoshino                                            |                                                       | [ 1 ]                   |
| 2012                                                                           | La storia della Arcana Famiglia                                                | Debito                                                      |                                                       | [ 1 ] [ 9 ]             |
| 2012                                                                           | Zetsuen no Tempest                                                             | Tetsuma Kusaribe                                            |                                                       | [ 1 ]                   |
| 2012                                                                           | Zetsuen no Tempest                                                             | Kusaribe Tetsuma                                            |                                                       | [ 2 ]                   |
| 2013                                                                           | Cardfight!! Vanguard                                                           | Shingo Komoi                                                | Link Joker y Legion Mate                              |                         |
| 2013                                                                           | Kakumeiki Valvrave                                                             | Yūsuke Otamaya                                              |                                                       | [ 1 ] [ 2 ]             |
| 2013                                                                           | Kami-sama no Inai Nichiyōbi                                                    | Hikotsu                                                     |                                                       | [ 1 ] [ 10 ]            |
| 2013                                                                           | Uchōten Kazoku                                                                 | Yajiro Shimogamo                                            |                                                       | [ 1 ] [ 11 ]            |
| 2013                                                                           | Kill la Kill                                                                   | Houka Inumata                                               |                                                       | [ 1 ] [ 2 ] [ 12 ]      |
| 2013                                                                           | Hajime no Ippo Rising                                                          | Ginpachi Nekota                                             |                                                       | [ 1 ] [ 13 ]            |
| 2013                                                                           | Gingitsune                                                                     | Nanami Kosugi                                               |                                                       | [ 1 ]                   |
| 2013                                                                           | Yowamushi Pedal                                                                | Yasutomo Arakita                                            |                                                       | [ 1 ] [ 14 ]            |
| 2013                                                                           | Tokyo Ravens                                                                   | Reiji Kagami                                                |                                                       | [ 1 ] [ 2 ] [ 15 ]      |
| 2014                                                                           | Buddy Complex                                                                  | Jarl Duran                                                  |                                                       | [ 1 ] [ 16 ]            |
| 2014                                                                           | Space Dandy                                                                    | Meow                                                        |                                                       | [ 1 ] [ 17 ]            |
| 2014                                                                           | Majin Bone                                                                     | Jaguarbone/Antonio                                          |                                                       | [ 1 ] [ 18 ]            |
| 2014                                                                           | Pokémon: Mega Evolution Special I                                              | Zumi                                                        |                                                       | [ 1 ]                   |
| 2014                                                                           | Haikyū!!                                                                       | Hajime Iwaizumi                                             |                                                       | [ 1 ]                   |
| 2014                                                                           | Dragon Collection                                                              | Mosan                                                       |                                                       | [ 1 ]                   |
| 2014                                                                           | Soul Eater Not!                                                                | Oxford                                                      |                                                       | [ 1 ]                   |
| 2014                                                                           | Free: Eternal Summer                                                           | Tadanori Sera                                               |                                                       | [ 1 ]                   |
| 2014                                                                           | Argevollen                                                                     | Shouhei Koshikawa                                           |                                                       | [ 1 ]                   |
| 2014                                                                           | Nobunaga Concerto                                                              | Mori Nagayoshi                                              |                                                       | [ 1 ] [ 19 ]            |
| 2014                                                                           | Shingeki of Bahamut: Genesis                                                   | Favaro Leone                                                |                                                       | [ 1 ] [ 20 ]            |
| 2014                                                                           | Akatsuki no Yona                                                               | Keishuku                                                    |                                                       | [ 1 ]                   |
| 2014                                                                           | Kiseijuu -Sei no Kakuritsu-                                                    | Uragami                                                     |                                                       | [ 1 ] [ 21 ]            |
| 2014                                                                           | Shirobako                                                                      | Taro                                                        |                                                       | [ 1 ]                   |
| 2014                                                                           | Nano Invaders                                                                  |                                                             |                                                       |                         |
| 2015                                                                           | Yoru no Yatterman                                                              | Galina                                                      |                                                       | [ 1 ] [ 22 ]            |
| 2015                                                                           | Owari no Seraph                                                                | Estudiante Masculino A                                      |                                                       | [ 1 ] [ 2 ]             |
| 2015                                                                           | Show By Rock                                                                   | Strawberry Heart                                            |                                                       | [ 1 ]                   |
| 2015                                                                           | Gintama                                                                        | Takachin                                                    |                                                       | [ 1 ]                   |
| 2015                                                                           | Gangsta.                                                                       | Doug                                                        |                                                       | [ 1 ]                   |
| 2015                                                                           | Classroom Crisis                                                               | Yūji Kiryū                                                  |                                                       | [ 2 ]                   |
| 2016                                                                           | Hai to Gensou no Grimgar                                                       | Ranta                                                       |                                                       |                         |
| 2016                                                                           | Divine Gate                                                                    | Ginji                                                       |                                                       |                         |
| 2016                                                                           | Norn9                                                                          | Heishi Otomaru                                              |                                                       |                         |
| 2016                                                                           | Boku no Hero Academia                                                          | Present Mic                                                 |                                                       |                         |
| 2016                                                                           | Shingeki no Bahamut: Virgin Soul                                               | Favaro Leone                                                |                                                       |                         |
| 2016                                                                           | Show by Rock Season 2                                                          | Strawberry Heart                                            |                                                       |                         |
| 2016                                                                           | Days                                                                           | Hiroyuki Kurusu                                             |                                                       |                         |
| 2016                                                                           | Bungō Stray Dogs 2º Temporada                                                  | Mark T                                                      |                                                       |                         |
| 2017                                                                           | Boku no Hero Academia 2                                                        | Present Mic                                                 |                                                       | [ 23 ]                  |
| 2017                                                                           | Keppeki Danshi! Aoyama-kun                                                     | Taichi Yoshioka                                             |                                                       | [ 24 ]                  |
| 2019                                                                           | Star Twinkle PreCure                                                           | Prunce                                                      |                                                       |                         |
| 2022                                                                           | Spy × Family                                                                   | Franky Franklin                                             |                                                       |                         |
| 2022                                                                           | Yofukashi no Uta                                                               | Akihito Akiyama                                             |                                                       |                         |
| 2023                                                                           | Rurouni Kenshin                                                                | Beshimi                                                     |                                                       |                         |
| Películas                                                                      |                                                                                |                                                             |                                                       |                         |
| Año                                                                            | Título                                                                         | Papel                                                       | Notas                                                 | Fuente                  |
| 2009                                                                           | Higashi no Eden: The King of Eden                                              | Taishi Naomoto                                              |                                                       | [ 1 ]                   |
| 2009                                                                           | Yatterman: Shin Yatter Mecha Daishūgō! Omocha no Kuni de Daikessen da Koron!   | Gan-chan (Yatterman #1)                                     |                                                       | [ 1 ]                   |
| 2009                                                                           | 8 Tsuki no Symphony - Shibuya 2002 ~ 2003                                      | Shouji Seo                                                  |                                                       | [ 1 ]                   |
| 2009                                                                           | Buddasaitan                                                                    | Yuki Unabara                                                |                                                       | [ 1 ] [ 25 ]            |
| 2010                                                                           | Higashi no Eden: Paradise Lost                                                 | Taishi Naomoto                                              |                                                       |                         |
| 2010                                                                           | Mobile Suit Gundam 00 la Película: A Wakening of the Trailblazer               | Allelujah Haptism                                           |                                                       | [ 1 ]                   |
| 2011                                                                           | The Prince of Tennis: Igirisu-shiki teikyū-jō kessen!                          | Rin Hirakoba                                                |                                                       | [ 1 ]                   |
| 2012                                                                           | Detective Conan: Jūichininme no Striker                                        | Takahiro Sanada                                             |                                                       | [ 1 ]                   |
| 2012                                                                           | 009 Re:Cyborg                                                                  |                                                             |                                                       | [ 1 ]                   |
| 2013                                                                           | Koitabi: True Tours Nanto                                                      | Haruki Yokogawa                                             | Cortometraje                                          | [ 1 ] [ 26 ]            |
| 2013                                                                           | Hakuoki Dai-isshō Kyoto Ranbu                                                  | Heisuke Todo                                                |                                                       | [ 1 ]                   |
| 2014                                                                           | Hakuōki Dai-nishō Shikon Sōkyū                                                 | Heisuke Todo                                                |                                                       | [ 1 ]                   |
| 2014                                                                           | Cardfight!! Vanguard: La Película                                              | Shingo Komoi                                                |                                                       | [ 1 ]                   |
| 2014                                                                           | Yowamushi Pedal: Re: Ride                                                      | Yasutomo Arakita                                            | Película recopilatoria                                | [ 1 ] [ 27 ]            |
| 2014                                                                           | Yowamushi Pedal: Re: Road                                                      | Yasutomo Arakita                                            | Película recopilatoria                                | [ 28 ]                  |
| 2014                                                                           | Yowamushi Pedal: La Película                                                   | Yasutomo Arakita                                            |                                                       | [ 1 ] [ 29 ]            |
| Videojuegos                                                                    |                                                                                |                                                             |                                                       |                         |
| Año                                                                            | Título                                                                         | Papel                                                       | Notas                                                 | Fuente                  |
| 1997                                                                           | Mega Man X4                                                                    | Hunter                                                      | PS1/PS2                                               | [ 1 ]                   |
| 1998                                                                           | Shōjo Kakumei Utena: Itsuka Kakumeisareru Monogatari                           | Schoolboy                                                   | Sega Saturn                                           | [ 1 ] [ 2 ]             |
| 1998                                                                           | Yarudora series Vol. 1: Double cast                                            | Anunciador                                                  | PS1/PS2                                               | [ 1 ]                   |
| 2000                                                                           | Eve Zero                                                                       | Kunihiko Sakamoto                                           | PS1/PS2                                               | [ 1 ]                   |
| 2000                                                                           | Eve Zero: Arc of the Matter                                                    | Kunihiko Sakamoto                                           | PC                                                    | [ 1 ]                   |
| 2000                                                                           | Scandal                                                                        | Baito                                                       | PS1/PS2                                               | [ 1 ]                   |
| 2000                                                                           | Love Hina: Ai wa Kotoba no Chuu ni                                             | Broadcaster                                                 | PS1/PS2                                               | [ 1 ]                   |
| 2000                                                                           | Vandread                                                                       | Hibiki Tokai                                                |                                                       | [ 1 ]                   |
| 2001                                                                           | Growlanser III: The Dual Darkness                                              | Orpheus Reed Petersburg                                     | PS1/PS2                                               | [ 1 ]                   |
| 2002                                                                           | Hikaru no Go: Heian Gensou Ibunroku                                            | Genbu                                                       | PS1/PS2                                               | [ 1 ]                   |
| 2002                                                                           | L shitai ne!                                                                   | Shiyohei Kuramoto, Jun Misumi                               | PC                                                    | [ 1 ]                   |
| 2002                                                                           | Hikaru no Go: Insei Choujou Kessen                                             | Mitsuru Mashiba                                             | PS1/PS2                                               | [ 1 ]                   |
| 2003                                                                           | Jūnikokuki ~ Guren no hyō Kōjin no Michi ~                                     | Neko Hanju                                                  | PS1/PS2                                               | [ 1 ]                   |
| 2004                                                                           | Kūnomori ~ tsuioku no 棲 Mu-kan ~                                              | Mao Nanase                                                  | PC                                                    | [ 1 ]                   |
| 2004                                                                           | Gakuen Prince: Gakuen Seifuku Sengen                                           | Shogo Kusaka                                                | PC                                                    | [ 1 ]                   |
| 2004                                                                           | Berserk: Millennium Falcon Hen Seima Senki no Shō                              | Ishidoro                                                    | PS1/PS2                                               | [ 1 ]                   |
| 2005                                                                           | Romancing SaGa: Minstrel Song                                                  | Jamil                                                       | PS1/PS2                                               | [ 1 ]                   |
| 2005                                                                           | Zettai Fukujuu Meirei                                                          | Jens Levin                                                  | PC                                                    | [ 1 ]                   |
| 2005                                                                           | PriPri: Prince X Prince                                                        | Suteran                                                     | PC                                                    | [ 1 ]                   |
| 2005                                                                           | Ayakashibito                                                                   | Keijiro Uesugi                                              | PC                                                    | [ 1 ]                   |
| 2005                                                                           | 3rd Super Robot Wars Alpha: To the End of the Galaxy                           | Hazar Gozzoli                                               | PS1/PS2                                               | [ 1 ]                   |
| 2005                                                                           | Mar Heaven: Arm Fight Dream                                                    | Giromu                                                      | PS1/PS2                                               | [ 1 ]                   |
| 2006                                                                           | Baten Kaitos Origins                                                           | Gibari                                                      |                                                       | [ 1 ]                   |
| 2006                                                                           | Blood+                                                                         | Kai Miyagusuku                                              |                                                       | [ 1 ]                   |
| 2006                                                                           | Cluster Edge                                                                   | Chrome                                                      | PS1/PS2                                               | [ 1 ]                   |
| 2006                                                                           | Utawarerumono                                                                  | Nuwangi                                                     | PS1/PS2                                               | [ 1 ]                   |
| 2006                                                                           | Digimon World Data Squad                                                       | Kosaburo Katsura                                            | PS1/PS2                                               | [ 1 ]                   |
| 2006                                                                           | Prince of Tennis: DokiDoki Survival - Sanroku no Mystic                        | Rin Hirakoba                                                | PS1/PS2                                               | [ 1 ]                   |
| 2006                                                                           | Hime hibi Princess Days                                                        | Masaya Amagitera                                            | PS1/PS2                                               | [ 1 ]                   |
| 2007                                                                           | Prince of Tennis: DokiDoki Survival - Umibe no Secret                          | Rin Hirakoba                                                | PS1/PS2                                               | [ 1 ]                   |
| 2007                                                                           | Vitamin X                                                                      | Kiyoharu Sendo                                              | PS1/PS2                                               | [ 1 ]                   |
| 2007                                                                           | Kekkaishi: Karasumori Ayakashi Kidan                                           | Yoshimori Bokumura                                          | DS                                                    | [ 1 ]                   |
| 2007                                                                           | Lyrical Lyric                                                                  | Kohei Shiratori                                             | PC                                                    | [ 1 ]                   |
| 2007                                                                           | Saint Beast: Rasen no Shou                                                     | Byakko no Gai                                               | PS1/PS2                                               | [ 1 ]                   |
| 2007                                                                           | Kekkaishi: kurosusuki-rō no kage                                               | Yoshimori Bokumura                                          | Wii                                                   | [ 1 ]                   |
| 2007                                                                           | Bakumatsu Renka: Karyuu Kenshiden                                              | Saburo Miki                                                 | PS1/PS2                                               | [ 1 ]                   |
| 2007                                                                           | Jingi Naki Otome                                                               | Ichiro Muto                                                 | PC                                                    | [ 1 ]                   |
| 2007                                                                           | Sekai de ichiban NG na koi                                                     | Shizuki hachisugana                                         |                                                       | [ 1 ]                   |
| 2008                                                                           | Your Memories Of: Girl's Style                                                 | Taku Kawamoto                                               | PS1/PS2                                               | [ 1 ]                   |
| 2008                                                                           | DS Dengeki Bunko ADV: Baccano!                                                 | Fīro puroshentsu~o                                          | DS                                                    | [ 1 ]                   |
| 2008                                                                           | Kekkaishi: Kokuboro Shurai                                                     | Yoshimori Bokumura                                          | DS                                                    | [ 1 ]                   |
| 2008                                                                           | Mobile Suit Gundam 00                                                          | Allelujah Haptism                                           | DS                                                    | [ 1 ]                   |
| 2008                                                                           | Yatterman DS: bikkuridokkiri dai sakusenda koron                               | Yatterman #1                                                | DS                                                    | [ 1 ]                   |
| 2008                                                                           | Chaos;Head                                                                     | Takumi Nishijou                                             | Incluyendo Dual, Noah, Rabu Chu Chu!                  | [ 1 ] [ 2 ]             |
| 2008                                                                           | Majin Tantei Nougami Neuro: Neuro to Miko no Bishoku Sanmai                    | Shinobu Godai                                               | DS                                                    | [ 1 ]                   |
| 2008                                                                           | Jingi Naki Otome Koi Koi Zanmai                                                | Ichiro Muto                                                 |                                                       | [ 1 ]                   |
| 2008                                                                           | Yo's Neuro: Supernatural Detective Battle!Culprit set!                         | Shinobu Godai                                               | PS1/PS2                                               | [ 1 ]                   |
| 2008                                                                           | Hakuōki                                                                        | Heisuke Todo                                                | [ 1 ]                                                 |                         |
| 2008                                                                           | Sands of Destruction                                                           | Agan Madaru                                                 | DS                                                    | [ 1 ]                   |
| 2008                                                                           | To Love-Ru Trouble: Doki Doki!Rinkaigakkou-Hen                                 | Saruyama                                                    | PSP                                                   | [ 1 ]                   |
| 2008                                                                           | Mobile Suit Gundam 00: Gundam Meisters                                         | Allelujah Haptism                                           | PS1/PS2                                               | [ 1 ]                   |
| 2008                                                                           | Yatterman DS 2 bikkuridokkirianimaru dai bōken                                 | Yatterman #1                                                | DS                                                    | [ 1 ]                   |
| 2008                                                                           | Shugo Chara! Amunonijiiro Chara Change                                         | Daichi                                                      | DS                                                    | [ 1 ]                   |
| 2009                                                                           | Prince of Tennis: Doubles no Oji-Sama - Girls, Be Gracious!                    | Rin Hirakoba                                                | DS                                                    | [ 1 ]                   |
| 2009                                                                           | VitaminZ                                                                       | Kiyoharu Sendo                                              | PS1/PS2                                               | [ 1 ]                   |
| 2009                                                                           | Muramasa: The Demon Blade                                                      | Onisuke                                                     | Wii                                                   | [ 1 ]                   |
| 2009                                                                           | Toradora Portable                                                              | Koji Haruta                                                 |                                                       | [ 1 ] [ 2 ]             |
| 2009                                                                           | Utawarerumono Portable                                                         | Nuwangi                                                     | PSP                                                   | [ 1 ]                   |
| 2009                                                                           | Starry Sky                                                                     | Takafumi Inukai                                             |                                                       | [ 1 ]                   |
| 2009                                                                           | Shugo Chara! Norinori! Chara na Rhythm                                         | Daichi                                                      | DS                                                    | [ 1 ]                   |
| 2009                                                                           | Inazuma Eleven 2                                                               | Yuto Kido                                                   | Fire y Blizzard                                       | [ 1 ]                   |
| 2009                                                                           | Super Robot Wars NEO                                                           | Kakeru Daichi                                               | Wii                                                   | [ 1 ]                   |
| 2009                                                                           | Luminous Arc 3                                                                 | Heine                                                       | DS                                                    | [ 1 ]                   |
| 2010                                                                           | Valkyria Chronicles II                                                         | Avan Hardins                                                | PSP                                                   | [ 1 ]                   |
| 2010                                                                           | Hagane no Renkinjutsushi: Fullmetal Alchemist - Yakusoku no Hi e               | Zolf J. Kimblee                                             | PSP                                                   | [ 1 ]                   |
| 2010                                                                           | Inazuma Eleven 3                                                               | Yuto Kido                                                   |                                                       | [ 1 ]                   |
| 2010                                                                           | Armen Noir                                                                     | Knives                                                      | PS1/PS2                                               | [ 1 ]                   |
| 2011                                                                           | Valkyria Chronicles III                                                        | Avan Hardins                                                | PSP                                                   | [ 1 ]                   |
| 2011                                                                           | Rune Factory: Tides of Destiny                                                 | James                                                       |                                                       | [ 1 ]                   |
| 2011                                                                           | Gundam Memories: Memories Of Battle                                            | Allelujah Haptism                                           | PSP                                                   | [ 1 ]                   |
| 2011                                                                           | Tennis no Oji-Sama Gyutto! Dokidoki Survival Umi to Yama no Love Passion       | Rin Hirakoba                                                | DS                                                    | [ 1 ]                   |
| 2011                                                                           | Sekai de ichiban NG (dame) na koi furuha usu                                   | Shizuki hachisugana                                         | PSP                                                   | [ 1 ]                   |
| 2011                                                                           | La storia della Arcana Famiglia                                                | Debito                                                      | PSP                                                   | [ 1 ] [ 9 ]             |
| 2011                                                                           | Angelique: Maren no Rokukishi                                                  | Walter                                                      | PSP                                                   | [ 1 ]                   |
| 2011                                                                           | Beyond the Future: Fix the Time Arrows                                         | Saw                                                         | PS3                                                   | [ 1 ]                   |
| 2012                                                                           | Maji de Watashi ni Koi Shinasai!S                                              | Saburo Ishida                                               | PC                                                    | [ 1 ]                   |
| 2012                                                                           | 12-Ji no Kane to Cinderella: Halloween Wedding                                 | Chance                                                      | PSP                                                   | [ 1 ]                   |
| 2012                                                                           | Girl RPG Cinderella IF                                                         | Yuto Kido                                                   | DS                                                    | [ 1 ]                   |
| 2012                                                                           | Oumagatoki: Kaidan Romance                                                     | Moegi Hiura                                                 | PSP                                                   | [ 1 ]                   |
| 2012                                                                           | Armen Noir Portable                                                            | Knives                                                      | PSP                                                   | [ 1 ]                   |
| 2012                                                                           | Black Wolves Saga: Bloody Nightmare                                            | Auger von Garibaldi                                         | PC                                                    | [ 1 ]                   |
| 2012                                                                           | Shin Ken to Mahou to Gakuen Mono.: Toki no Gakuen                              | Kogoro                                                      | PSP                                                   | [ 1 ]                   |
| 2012                                                                           | Rinne no Lagrange: Kamogawa Days Game & OVA Hybrid Disc                        | Izo                                                         | PS3                                                   | [ 1 ]                   |
| 2012                                                                           | Black Wolves Saga Last Hope                                                    | Auger von Garibaldi                                         | PSP                                                   | [ 1 ]                   |
| 2013                                                                           | Tasogaredoki: Kaidan Romance                                                   | Moegi Hiura                                                 | PSP                                                   | [ 1 ]                   |
| 2013                                                                           | Macross 30: Ginga o Tsunagu Utagoe                                             | Ganesu Modora                                               | PS3                                                   | [ 1 ]                   |
| 2013                                                                           | Norn9                                                                          | Heishi Otomaru                                              |                                                       | [ 1 ]                   |
| 2013                                                                           | Super Robot Wars Operation Extend                                              | Kakeru Daichi                                               | PSP                                                   | [ 1 ]                   |
| 2013                                                                           | VitaminR                                                                       | Tsukasa Asahina                                             | PSP                                                   | [ 1 ]                   |
| 2013                                                                           | Seishun Hajime Mashita!                                                        | Heita Saigo                                                 | PSP                                                   | [ 1 ]                   |
| 2013                                                                           | Arcana Famiglia 2: La Storia della Arcana Famiglia                             | Debito                                                      | PSP                                                   | [ 1 ]                   |
| 2013                                                                           | Dai Masakitan                                                                  | Soji Takeya                                                 | PSP                                                   | [ 1 ]                   |
| 2013                                                                           | Jewelic Nightmare                                                              | Takumi Sensui, Takumi Emeru                                 | PSP                                                   | [ 1 ]                   |
| 2014                                                                           | J-Stars Victory Vs                                                             | Bossun (Yusuke Fujisaki)                                    |                                                       | [ 1 ]                   |
| 2014                                                                           | Cardfight!! Vanguard: Lock On Victory!!                                        | Shingo Komoi                                                | DS                                                    | [ 1 ]                   |
| 2014                                                                           | Black Code                                                                     | Eiresu Georg                                                | PSP                                                   | [ 1 ]                   |
| 2014                                                                           | BinaryStar                                                                     | Nanase Izuki                                                |                                                       | [ 1 ]                   |
| 2014                                                                           | Haikyu!! Tsunage! Itadaki no Keshiki!!                                         | Hajime Iwaizumi                                             | DS                                                    | [ 1 ]                   |
| 2014                                                                           | Taisho OniTan ~ Gennohasakura ~                                                | Soji Takeya                                                 | PSP                                                   | [ 1 ]                   |
| 2015                                                                           | Kaleidoscope Eve                                                               | Asahi Ninomiya, Shuya Ninomiya                              |                                                       | [ 1 ]                   |
| 2015                                                                           | ROOT∞REXX                                                                      | Yu Izumi                                                    |                                                       | [ 1 ]                   |
| 2015                                                                           | Yowamushi Pedal: Ashita e no High Cadence                                      | Yautomo Arakita                                             | DS                                                    | [ 1 ]                   |
| 2015                                                                           | Comical Psychosomatic Medicine                                                 | Charaotoko                                                  |                                                       | [ 1 ]                   |
| 2015                                                                           | Shin Tennis no Oji-Sama: Go to the Top                                         | Rin Hirakoba                                                | DS                                                    | [ 1 ]                   |
| 2015                                                                           | Vamwolf Cross†                                                                 | Megumidai Naito                                             |                                                       | [ 1 ]                   |
| 2016                                                                           | Xuccess Heaven                                                                 | Estudiante de Red Academy                                   |                                                       | [ 30 ]                  |
| 2017                                                                           | Hakuōki: Kyoto Winds                                                           | Tōdō Heisuke                                                | Playstation Vita                                      | [ 31 ]                  |
| Audio Dramas                                                                   |                                                                                |                                                             |                                                       |                         |
| Título                                                                         | Título                                                                         | Papel                                                       | Notas                                                 | Fuente                  |
| Gakuen Prince: Division 3: Play of Kiss                                        | Gakuen Prince: Division 3: Play of Kiss                                        | Shogo Kusaka                                                |                                                       | [ 1 ]                   |
| Astarotte No Omocha                                                            | Astarotte No Omocha                                                            | Canciones de personaje y CD                                 |                                                       | [ 2 ]                   |
| Cinematic Sound Drama GetBackers                                               | Cinematic Sound Drama GetBackers                                               | Amon Natsuki                                                |                                                       | [ 1 ] [ 2 ]             |
| GGBG!                                                                          | GGBG!                                                                          | Rei Ejinbara Hitekku                                        | Canción                                               | [ 1 ]                   |
| Kore wa Zombie desu ka?                                                        | Kore wa Zombie desu ka?                                                        | Drama CD                                                    |                                                       | [ 2 ]                   |
| Kore wa Zombi desu ka? Of the Death                                            | Kore wa Zombi desu ka? Of the Death                                            | Drama CD                                                    |                                                       | [ 2 ]                   |
| Minami-ke                                                                      | Minami-ke                                                                      | Natsuki Minami                                              | Drama y Talk CD                                       | [ 2 ]                   |
| Mirumo de Pon! Charming Drama                                                  | Mirumo de Pon! Charming Drama                                                  |                                                             | Talk CD                                               | [ 2 ]                   |
| Taiyō no Ie                                                                    | Taiyō no Ie                                                                    | Oda                                                         | Drama CD                                              | [ 32 ]                  |
| Toradora!                                                                      | Toradora!                                                                      | Drama CD                                                    |                                                       | [ 2 ]                   |
| True Tears                                                                     | True Tears                                                                     |                                                             | Drama CD                                              | [ 2 ]                   |
| Tona-Gura!                                                                     | Tona-Gura!                                                                     | Yuji Kagura                                                 | Drama CD                                              | [ 1 ]                   |
| Ranobe Oji Seiya                                                               | Ranobe Oji Seiya                                                               | Katsumi Sonan                                               | Drama CD                                              | [ 1 ]                   |
| Munasawagi ga Tomaranai                                                        | Munasawagi ga Tomaranai                                                        | Satoshiko Omori                                             | Drama CD                                              | [ 1 ]                   |
| Doblaje                                                                        |                                                                                |                                                             |                                                       |                         |
| Título                                                                         | Título                                                                         | Papel                                                       | Actor Original                                        | Fuente                  |
| WALL-E                                                                         | WALL-E                                                                         | MO                                                          |                                                       |                         |
| Meet the Robinsons                                                             | Meet the Robinsons                                                             | Wilbur Robinson                                             |                                                       |                         |
| The 4400                                                                       | The 4400                                                                       | Danny Farrell                                               | Kaj-Erik Eriksen                                      |                         |
| X-Men: Days of Future Past                                                     | X-Men: Days of Future Past                                                     | Peter Maximoff / Quicksilver                                | Evan Peters                                           | [ 34 ]                  |
| Tokusatsu                                                                      |                                                                                |                                                             |                                                       |                         |
| Título                                                                         | Título                                                                         | Papel                                                       | Papel                                                 | Fuente                  |
| Samurai Sentai Shinkenger Vs. Go-onger: GinmakuBang!!                          | Samurai Sentai Shinkenger Vs. Go-onger: GinmakuBang!!                          | Ayakashi Homurakogi                                         | Ayakashi Homurakogi                                   |                         |
| Tokumei Sentai Go-Busters                                                      | Tokumei Sentai Go-Busters                                                      | Soujikiloid                                                 | Soujikiloid                                           |                         |
| Kamen Rider × Kamen Rider Gaim & Wizard Tenka Wakeme No Sengoku Mūbī Daigassen | Kamen Rider × Kamen Rider Gaim & Wizard Tenka Wakeme No Sengoku Mūbī Daigassen | Pitcher Plant Monster                                       | Pitcher Plant Monster                                 |                         |

## Música
- Como parte del grupo "Fujimi Koukou Soccer-bu", participó del ending Taiyou ga Kureta Kisetsu (太陽がくれた季節) de la serie Keppeki Danshi! Aoyama-kun.[35]